# Liste des ministres belges de la Santé publique
Pour les articles homonymes, voir Ministère de la Santé.
Cet article donne la liste des ministres belges qui ont été successivement responsables du département de la santé au niveau fédéral.
Depuis le 1er octobre 2020, le ministre des Affaires sociales et de la Santé est Frank Vandenbroucke, d'abord au sein du gouvernement d'Alexander De Croo, puis au sein du gouvernement De Wever à partir du 3 février 2025
Pour la liste des ministres actuels de la santé aux différents niveaux de pouvoir en Belgique, voir Ministère de la Santé.

## Liste
| Titulaire | Titulaire                | Titulaire                                           | Parti            | Mandat                                                          | Gouvernement | Portefeuille ministériel                                                                                            | Souverain                                                                     |
| --------- | ------------------------ | --------------------------------------------------- | ---------------- | --------------------------------------------------------------- | --- | --- | ----------------------------------------------------------------------------- |
| 1         |                          | Paul Berryer (1868-1936)                            | Parti catholique | 16 décembre 1921 – 11 mars 1924 (2 ans, 2 mois et 24 jours)     | Theunis I | Ministre de l'Intérieur et de l'Hygiène                                                                             | Albert Ier (1909-1934)                                                        |
| 2         |                          | Prosper Poullet (1868-1937)                         | Parti catholique | 11 mars 1924 – 17 juin 1925 (1 an, 3 mois et 6 jours)           | Theunis I | Ministre de l'Intérieur et de l'Hygiène                                                                             | Albert Ier (1909-1934)                                                        |
| 2         | Vande Vyvere             | Prosper Poullet (1868-1937)                         | Parti catholique | 11 mars 1924 – 17 juin 1925 (1 an, 3 mois et 6 jours)           | | Ministre de l'Intérieur et de l'Hygiène                                                                             | Albert Ier (1909-1934)                                                        |
| 3         |                          | Edouard Rolin-Jaequemyns (1863-1936)                | technicien       | 17 juin 1925 – 20 mai 1926 (11 mois et 3 jours)                 | Poullet | Ministre de l'Intérieur et de l'Hygiène                                                                             | Albert Ier (1909-1934)                                                        |
| 4         |                          | Henri Jaspar (1870-1939)                            | Parti catholique | 20 mai 1926 – 18 janvier 1927 (7 mois et 29 jours)              | Jaspar I | Premier ministre et ministre de l'Intérieur et de l'Hygiène                                                         | Albert Ier (1909-1934)                                                        |
| 5         |                          | Maurice Vauthier (1860-1931)                        | Parti libéral    | 18 janvier 1927 – 22 novembre 1927 (10 mois et 4 jours)         | Jaspar I | Ministre de l'Intérieur et de l'Hygiène                                                                             | Albert Ier (1909-1934)                                                        |
| 6         |                          | Albert Carnoy (1878-1961)                           | Parti catholique | 22 novembre 1927 – 19 octobre 1929 (1 an, 10 mois et 27 jours)  | Jaspar II | Ministre de l'Intérieur et de l'Hygiène                                                                             | Albert Ier (1909-1934)                                                        |
| 7         |                          | Henri Baels (1878-1951)                             | Parti catholique | 19 octobre 1929 – 18 mai 1931 (1 an, 6 mois et 29 jours)        | Jaspar II | Ministre de l'Intérieur, de l'Hygiène et de l'Agriculture                                                           | Albert Ier (1909-1934)                                                        |
| (4)       |                          | Henri Jaspar (1870-1939)                            | Parti catholique | 18 mai 1931 – 6 juin 1931 (19 jours)                            | Jaspar II | Premier ministre et ministre de l'Intérieur et de l'Hygiène                                                         | Albert Ier (1909-1934)                                                        |
| 8         |                          | Jules Renkin (1862-1934)                            | Parti catholique | 6 juin 1931 – 22 février 1932 (8 mois et 16 jours)              | Renkin | Premier ministre et ministre de l'Intérieur et de l'Hygiène                                                         | Albert Ier (1909-1934)                                                        |
| 9         |                          | Henri Carton de Tournai (1878-1969)                 | Parti catholique | 22 février 1932 – 22 octobre 1932 (8 mois)                      | Renkin | Ministre de l'Intérieur et de l'Hygiène                                                                             | Albert Ier (1909-1934)                                                        |
| (2)       |                          | Prosper Poullet (1868-1937)                         | Parti catholique | 22 octobre 1932 – 17 décembre 1932 (1 mois et 25 jours)         | de Broqueville III                                                                                                   | Ministre de l'Intérieur et de l'Hygiène                                                                             | Albert Ier (1909-1934)                                                        |
| 10        |                          | Henri Carton de Wiart (1869-1951)                   | Parti catholique | 17 décembre 1932 – 10 janvier 1934 (1 an et 24 jours)           | de Broqueville III                                                                                                   | Ministre de la Prévoyance sociale et de l'Hygiène                                                                   | Albert Ier (1909-1934)                                                        |
| 11        |                          | Hubert Pierlot (1883-1963)                          | Parti catholique | 10 janvier 1934 – 25 mars 1935 (1 an, 2 mois et 15 jours)       | de Broqueville III                                                                                                   | Ministre de l'Intérieur                                                                                             | Albert Ier (1909-1934)                                                        |
| 11        | Léopold III (1934-1951)  | Hubert Pierlot (1883-1963)                          | Parti catholique | 10 janvier 1934 – 25 mars 1935 (1 an, 2 mois et 15 jours)       | de Broqueville III                                                                                                   | Ministre de l'Intérieur                                                                                             |                                                                               |
| 11        | Theunis II               | Hubert Pierlot (1883-1963)                          | Parti catholique | 10 janvier 1934 – 25 mars 1935 (1 an, 2 mois et 15 jours)       | | Ministre de l'Intérieur                                                                                             |                                                                               |
| 12        |                          | Charles du Bus de Warnaffe (1894-1965)              | Parti catholique | 25 mars 1935 – 13 juin 1936 (1 an, 2 mois et 19 jours)          | Van Zeeland I | Ministre de l'Intérieur                                                                                             |                                                                               |
| 13        |                          | Émile Vandervelde (1866-1938)                       | POB              | 13 juin 1936 – 28 janvier 1937 (7 mois et 15 jours)             | Van Zeeland II | Ministre de la Santé publique                                                                                       |                                                                               |
| 14        |                          | Arthur Wauters (1890-1960)                          | POB              | 28 janvier 1937 – 15 mai 1938 (1 an, 3 mois et 17 jours)        | Van Zeeland II | Ministre de la Santé publique                                                                                       |                                                                               |
| 14        | Janson                   | Arthur Wauters (1890-1960)                          | POB              | 28 janvier 1937 – 15 mai 1938 (1 an, 3 mois et 17 jours)        | | Ministre de la Santé publique                                                                                       |                                                                               |
| 15        |                          | Joseph Merlot (1886-1959)                           | POB              | 15 mai 1938 – 21 janvier 1939 (8 mois et 6 jours)               | Spaak I | Ministre de l'Intérieur et de la Santé publique                                                                     |                                                                               |
| 16        |                          | Émile Jennissen (1882-1949)                         | Parti libéral    | 21 janvier 1939 – 22 février 1939 (1 mois et 1 jour)            | Spaak I | Ministre de la Santé publique                                                                                       |                                                                               |
| 17        |                          | Willem Eekelers (1883-1954)                         | POB              | 22 février 1939 – 18 avril 1939 (1 mois et 27 jours)            | Pierlot I | Ministre de l'Intérieur et de la Santé publique                                                                     |                                                                               |
| 18        |                          | Marcel-Henri Jaspar (1901-1982)                     | Parti libéral    | 18 avril 1939 – 24 juin 1940 (1 an, 2 mois et 6 jours)          | Pierlot II | Ministre de la Santé publique                                                                                       |                                                                               |
| 18        | Pierlot III              | Marcel-Henri Jaspar (1901-1982)                     | Parti libéral    | 18 avril 1939 – 24 juin 1940 (1 an, 2 mois et 6 jours)          | | Ministre de la Santé publique                                                                                       |                                                                               |
| 19        |                          | Arthur Vanderpoorten (1884-1945)                    | Parti libéral    | 24 juin 1940 – 31 octobre 1940 (4 mois et 7 jours)              | Pierlot III | Ministre de l'Intérieur et de la Santé publique                                                                     |                                                                               |
| (11)      |                          | Hubert Pierlot (1883-1963)                          | Parti catholique | 31 octobre 1940 – 15 avril 1944 (3 ans, 5 mois et 15 jours)     | Pierlot IV | Premier ministre |                                                                               |
| 20        |                          | Paul-Henri Spaak (1899-1972)                        | POB              | 15 avril 1944 – 26 septembre 1944 (5 mois et 11 jours)          | Pierlot IV | Ministre des Affaires étrangères, du Travail et de la Prévoyance sociale, de la Santé publique et du Ravitaillement |                                                                               |
| 21        |                          | Albert Marteaux (1886-1949)                         | PCB              | 26 septembre 1944 – 16 novembre 1944 (1 mois et 21 jours)       | Pierlot V | Ministre de la Santé publique                                                                                       | Prince Charles (Régence) (1944-1950)                                          |
| 22        |                          | Edmond Ronse (1889-1960)                            | Parti catholique | 16 novembre 1944 – 12 décembre 1944 (26 jours)                  | Pierlot V | Ministre de l'Intérieur et de la Santé publique                                                                     | Prince Charles (Régence) (1944-1950)                                          |
| 23        |                          | Achille Van Acker (1898-1975)                       | POB              | 12 décembre 1944 – 12 février 1945 (2 mois)                     | Pierlot VI | Ministre de la Santé publique                                                                                       | Prince Charles (Régence) (1944-1950)                                          |
| (21)      |                          | Albert Marteaux (1886-1949)                         | PCB              | 12 février 1945 – 13 mars 1946 (1 an, 1 mois et 1 jour)         | Van Acker I | Ministre de la Santé publique                                                                                       | Prince Charles (Régence) (1944-1950)                                          |
| (21)      | Van Acker II             | Albert Marteaux (1886-1949)                         | PCB              | 12 février 1945 – 13 mars 1946 (1 an, 1 mois et 1 jour)         | | Ministre de la Santé publique                                                                                       | Prince Charles (Régence) (1944-1950)                                          |
| 24        |                          | Jean Van Beneden (1898-1978)                        | technicien       | 13 mars 1946 – 31 mars 1946 (18 jours)                          | Spaak II | Ministre de la Santé publique                                                                                       | Prince Charles (Régence) (1944-1950)                                          |
| (21)      |                          | Albert Marteaux (1886-1949)                         | PCB              | 31 mars 1946 – 20 mars 1947 (11 mois et 17 jours)               | Van Acker III | Ministre de la Santé publique                                                                                       | Prince Charles (Régence) (1944-1950)                                          |
| (21)      | Huysmans                 | Albert Marteaux (1886-1949)                         | PCB              | 31 mars 1946 – 20 mars 1947 (11 mois et 17 jours)               | | Ministre de la Santé publique                                                                                       | Prince Charles (Régence) (1944-1950)                                          |
| 25        |                          | Alfons Verbist (1888-1974)                          | PSC-CVP          | 20 mars 1947 – 27 novembre 1948 (1 an, 8 mois et 7 jours)       | Spaak III | Ministre de la Santé publique et de la Famille                                                                      | Prince Charles (Régence) (1944-1950)                                          |
| 26        |                          | François-Xavier van der Straten-Waillet (1910-1998) | PSC-CVP          | 27 novembre 1948 – 11 août 1949 (8 mois et 15 jours)            | Spaak IV | Ministre de la Santé publique et de la Famille                                                                      | Prince Charles (Régence) (1944-1950)                                          |
| 27        |                          | Adolphe Van Glabbeke (1904-1959)                    | Parti libéral    | 11 août 1949 – 8 juin 1950 (9 mois et 28 jours)                 | G. Eyskens I | Ministre de la Santé publique et de la Famille                                                                      | Prince Charles (Régence) (1944-1950)                                          |
| 28        |                          | Alfred De Taeye (1905-1958)                         | PSC-CVP          | 8 juin 1950 – 23 avril 1954 (3 ans, 10 mois et 15 jours)        | Duvieusart | Ministre de la Santé publique et de la Famille                                                                      | Léopold III (1934-1951)                                                       |
| 28        | Pholien                  | Alfred De Taeye (1905-1958)                         | PSC-CVP          | 8 juin 1950 – 23 avril 1954 (3 ans, 10 mois et 15 jours)        | Baudouin (1951-1993)                                                                                                 | Ministre de la Santé publique et de la Famille                                                                      |                                                                               |
| 28        | Van Houtte               | Alfred De Taeye (1905-1958)                         | PSC-CVP          | 8 juin 1950 – 23 avril 1954 (3 ans, 10 mois et 15 jours)        | Baudouin (1951-1993)                                                                                                 | Ministre de la Santé publique et de la Famille                                                                      |                                                                               |
| 29        |                          | Edmond Leburton (1915-1997)                         | PSB-BSP          | 23 avril 1954 – 26 juin 1958 (4 ans, 2 mois et 3 jours)         | Baudouin (1951-1993)                                                                                                 | Van Acker IV | Ministre de la Santé publique et de la Famille                                |
| 30        |                          | Robert Houben (1905-1992)                           | PSC-CVP          | 26 juin 1958 – 6 novembre 1958 (4 mois et 11 jours)             | Baudouin (1951-1993)                                                                                                 | G. Eyskens II | Ministre de la Santé publique et de la Famille                                |
| 31        |                          | Paul Meyers (1921-2011)                             | PSC-CVP          | 6 novembre 1958 – 25 avril 1961 (2 ans, 5 mois et 19 jours)     | Baudouin (1951-1993)                                                                                                 | G. Eyskens III | Ministre de la Santé publique et de la Famille                                |
| 31        | G. Eyskens III (remanié) | Paul Meyers (1921-2011)                             | PSC-CVP          | 6 novembre 1958 – 25 avril 1961 (2 ans, 5 mois et 19 jours)     | Baudouin (1951-1993)                                                                                                 | | Ministre de la Santé publique et de la Famille                                |
| 32        |                          | Josephus Custers (1904-1982)                        | PSC-CVP          | 25 avril 1961 – 28 juillet 1965 (4 ans, 3 mois et 3 jours)      | Baudouin (1951-1993)                                                                                                 | Lefèvre | Ministre de la Santé publique et de la Famille                                |
| 33        |                          | Alfred Bertrand (1913-1986)                         | PSC-CVP          | 28 juillet 1965 – 19 mars 1966 (7 mois et 19 jours)             | Baudouin (1951-1993)                                                                                                 | Harmel | Ministre de la Santé publique                                                 |
| 34        |                          | Raphaël Hulpiau (1910-1997)                         | PSC-CVP          | 19 mars 1966 – 17 juin 1968 (2 ans, 2 mois et 29 jours)         | Baudouin (1951-1993)                                                                                                 | Vanden Boeynants I                                                                                                  | Ministre de la Santé publique                                                 |
| 35        |                          | Louis Namèche (1915-1990)                           | PSB-BSP          | 17 juin 1968 – 20 janvier 1972 (3 ans, 7 mois et 3 jours)       | Baudouin (1951-1993)                                                                                                 | G. Eyskens IV | Ministre de la Santé publique                                                 |
| 36        |                          | Léon Servais (1907-1975)                            | PSC              | 20 janvier 1972 – 26 janvier 1973 (1 an et 6 jours)             | Baudouin (1951-1993)                                                                                                 | G. Eyskens V | Ministre de la Santé publique                                                 |
| 37        |                          | Jos De Saeger (1911-1998)                           | CVP              | 26 janvier 1973 – 4 juin 1977 (4 ans, 4 mois et 9 jours)        | Baudouin (1951-1993)                                                                                                 | Leburton I | Ministre de la Santé publique et de la Famille                                |
| 37        | Leburton II              | Jos De Saeger (1911-1998)                           | CVP              | 26 janvier 1973 – 4 juin 1977 (4 ans, 4 mois et 9 jours)        | Baudouin (1951-1993)                                                                                                 | | Ministre de la Santé publique et de la Famille                                |
| 37        | Tindemans I              | Jos De Saeger (1911-1998)                           | CVP              | 26 janvier 1973 – 4 juin 1977 (4 ans, 4 mois et 9 jours)        | Baudouin (1951-1993)                                                                                                 | | Ministre de la Santé publique et de la Famille                                |
| 37        | Tindemans II             | Jos De Saeger (1911-1998)                           | CVP              | 26 janvier 1973 – 4 juin 1977 (4 ans, 4 mois et 9 jours)        | Baudouin (1951-1993)                                                                                                 | | Ministre de la Santé publique et de la Famille                                |
| 37        | Tindemans III            | Jos De Saeger (1911-1998)                           | CVP              | 26 janvier 1973 – 4 juin 1977 (4 ans, 4 mois et 9 jours)        | Baudouin (1951-1993)                                                                                                 | | Ministre de la Santé publique et de la Famille                                |
| 38        |                          | Luc Dhoore (1928-2021)                              | CVP              | 4 juin 1977 – 18 mai 1980 (2 ans, 11 mois et 14 jours)          | Baudouin (1951-1993)                                                                                                 | Tindemans IV | Ministre de la Santé publique et de l'Environnement                           |
| 38        | Vanden Boeynants II      | Luc Dhoore (1928-2021)                              | CVP              | 4 juin 1977 – 18 mai 1980 (2 ans, 11 mois et 14 jours)          | Baudouin (1951-1993)                                                                                                 | | Ministre de la Santé publique et de l'Environnement                           |
| 38        | Martens I                | Luc Dhoore (1928-2021)                              | CVP              | 4 juin 1977 – 18 mai 1980 (2 ans, 11 mois et 14 jours)          | Baudouin (1951-1993)                                                                                                 | | Ministre de la Santé publique et de l'Environnement                           |
| 38        | Martens II               | Luc Dhoore (1928-2021)                              | CVP              | 4 juin 1977 – 18 mai 1980 (2 ans, 11 mois et 14 jours)          | Baudouin (1951-1993)                                                                                                 | | Ministre de la Santé publique et de l'Environnement                           |
| 39        |                          | Alfred Califice (1916-1999)                         | PSC              | 18 mai 1980 – 22 octobre 1980 (5 mois et 4 jours)               | Baudouin (1951-1993)                                                                                                 | Martens III | Ministre de la Santé publique et de l'Environnement                           |
| (38)      |                          | Luc Dhoore (1928-2021)                              | CVP              | 22 octobre 1980 – 17 décembre 1981 (1 an, 1 mois et 25 jours)   | Baudouin (1951-1993)                                                                                                 | Martens IV | Ministre de la Prévoyance sociale et de la Santé publique                     |
| (38)      | M. Eyskens               | Luc Dhoore (1928-2021)                              | CVP              | 22 octobre 1980 – 17 décembre 1981 (1 an, 1 mois et 25 jours)   | Baudouin (1951-1993)                                                                                                 | | Ministre de la Prévoyance sociale et de la Santé publique                     |
| 40        |                          | Firmin Aerts (1929-)                                | CVP              | 10 février 1982 – 28 novembre 1985 (3 ans, 9 mois et 18 jours)  | Baudouin (1951-1993)                                                                                                 | Martens V | Secrétaire d'État à la Santé publique et à l'Environnement                    |
| 41        |                          | Wivina Demeester-De Meyer (1943-)                   | CVP              | 28 novembre 1985 – 9 mai 1988 (2 ans, 5 mois et 11 jours)       | Baudouin (1951-1993)                                                                                                 | Martens VI | Secrétaire d'État à la Santé publique et à la Politique des Handicapés        |
| 41        | Martens VII              | Wivina Demeester-De Meyer (1943-)                   | CVP              | 28 novembre 1985 – 9 mai 1988 (2 ans, 5 mois et 11 jours)       | Baudouin (1951-1993)                                                                                                 | | Secrétaire d'État à la Santé publique et à la Politique des Handicapés        |
| 42        |                          | Roger Delizée (1935-1998)                           | PS               | 9 mai 1988 – 7 mars 1992 (3 ans, 9 mois et 27 jours)            | Baudouin (1951-1993)                                                                                                 | Martens VIII | Secrétaire d'État à la Santé publique et à la Politique des Handicapés        |
| 42        | Martens IX               | Roger Delizée (1935-1998)                           | PS               | 9 mai 1988 – 7 mars 1992 (3 ans, 9 mois et 27 jours)            | Baudouin (1951-1993)                                                                                                 | | Secrétaire d'État à la Santé publique et à la Politique des Handicapés        |
| 43        |                          | Laurette Onkelinx (1958-)                           | PS               | 7 mars 1992 – 4 mai 1993 (1 an, 1 mois et 27 jours)             | Baudouin (1951-1993)                                                                                                 | Dehaene I | Ministre de l’Intégration sociale, de la Santé publique et de l’Environnement |
| 44        |                          | Magda De Galan (1946-2024)                          | PS               | 4 mai 1993 – 23 janvier 1994 (8 mois et 19 jours)               | Baudouin (1951-1993)                                                                                                 | Dehaene I | Ministre de l’Intégration sociale, de la Santé publique et de l’Environnement |
| 45        |                          | Jacques Santkin (1948-2001)                         | PS               | 23 janvier 1994 – 6 juin 1995 (1 an, 4 mois et 14 jours)        | Dehaene I | Ministre de l’Intégration sociale, de la Santé publique et de l’Environnement                                       | Albert II (1993-2013)                                                         |
| (44)      |                          | Magda De Galan (1946-2024)                          | PS               | 6 juin 1995 – 23 juin 1995 (17 jours)                           | Dehaene I | Ministre des Affaires sociales, de l'Intégration sociale, de la Santé publique et de l'Environnement                | Albert II (1993-2013)                                                         |
| 46        |                          | Marcel Colla (1943-)                                | SP               | 23 juin 1995 – 1er juin 1999 (3 ans, 11 mois et 9 jours)        | Dehaene II | Ministre de la Santé publique et des Pensions                                                                       | Albert II (1993-2013)                                                         |
| 47        |                          | Luc Van den Bossche (1947-)                         | SP               | 1er juin 1999 – 12 juillet 1999 (1 mois et 11 jours)            | Dehaene II | Vice-Premier ministre, ministre de l'Intérieur chargé de la Santé publique                                          | Albert II (1993-2013)                                                         |
| 48        |                          | Magda Aelvoet (1944-)                               | Agalev           | 12 juillet 1999 – 28 août 2002 (3 ans, 1 mois et 16 jours)      | Verhofstadt I | Ministre de la Protection de la consommation, de la Santé publique et de l'Environnement                            | Albert II (1993-2013)                                                         |
| 49        |                          | Jef Tavernier (1951-)                               | Agalev           | 28 août 2002 – 12 juillet 2003 (10 mois et 14 jours)            | Verhofstadt I | Ministre de la Protection de la consommation, de la Santé publique et de l'Environnement                            | Albert II (1993-2013)                                                         |
| 50        |                          | Rudy Demotte (1963-)                                | PS               | 12 juillet 2003 – 20 juillet 2007 (4 ans et 8 jours)            | Verhofstadt II | Ministre des Affaires sociales et de la Santé publique                                                              | Albert II (1993-2013)                                                         |
| 51        |                          | Didier Donfut (1956-)                               | PS               | 20 juillet 2007 – 21 décembre 2007 (5 mois et 1 jour)           | Verhofstadt II | Ministre des Affaires sociales et de la Santé publique, chargé des Affaires européennes                             | Albert II (1993-2013)                                                         |
| (43)      |                          | Laurette Onkelinx (1958-)                           | PS               | 21 décembre 2007 – 11 octobre 2014 (6 ans, 9 mois et 20 jours)  | Verhofstadt III | Ministre des Affaires sociales et de la Santé publique                                                              | Albert II (1993-2013)                                                         |
| (43)      | Leterme I                | Laurette Onkelinx (1958-)                           | PS               | 21 décembre 2007 – 11 octobre 2014 (6 ans, 9 mois et 20 jours)  | | Ministre des Affaires sociales et de la Santé publique                                                              | Albert II (1993-2013)                                                         |
| (43)      | Van Rompuy               | Laurette Onkelinx (1958-)                           | PS               | 21 décembre 2007 – 11 octobre 2014 (6 ans, 9 mois et 20 jours)  | | Ministre des Affaires sociales et de la Santé publique                                                              | Albert II (1993-2013)                                                         |
| (43)      | Leterme II               | Laurette Onkelinx (1958-)                           | PS               | 21 décembre 2007 – 11 octobre 2014 (6 ans, 9 mois et 20 jours)  | | Ministre des Affaires sociales et de la Santé publique                                                              | Albert II (1993-2013)                                                         |
| (43)      | Di Rupo                  | Laurette Onkelinx (1958-)                           | PS               | 21 décembre 2007 – 11 octobre 2014 (6 ans, 9 mois et 20 jours)  | | Ministre des Affaires sociales et de la Santé publique                                                              | Albert II (1993-2013)                                                         |
| 52        |                          | Maggie De Block (1962-)                             | Open Vld         | 11 octobre 2014 – 1er octobre 2020 (5 ans, 11 mois et 20 jours) | Michel I | Ministre des Affaires sociales et de la Santé publique                                                              | Philippe (2013- )                                                             |
| 52        | Michel II                | Maggie De Block (1962-)                             | Open Vld         | 11 octobre 2014 – 1er octobre 2020 (5 ans, 11 mois et 20 jours) | | Ministre des Affaires sociales et de la Santé publique                                                              | Philippe (2013- )                                                             |
| 52        | Wilmès I                 | Maggie De Block (1962-)                             | Open Vld         | 11 octobre 2014 – 1er octobre 2020 (5 ans, 11 mois et 20 jours) | | Ministre des Affaires sociales et de la Santé publique                                                              | Philippe (2013- )                                                             |
| 52        | Wilmès II                | Maggie De Block (1962-)                             | Open Vld         | 11 octobre 2014 – 1er octobre 2020 (5 ans, 11 mois et 20 jours) | | Ministre des Affaires sociales et de la Santé publique                                                              | Philippe (2013- )                                                             |
| 53        |                          | Frank Vandenbroucke (1955-)                         | sp.a / Vooruit   | 1er octobre 2020 – (4 ans, 5 mois et 14 jours)                  | De Croo | Vice-Premier ministre et Ministre de la Santé et des Affaires sociales                                              | Philippe (2013- )                                                             |
| 53        | De Wever                 | Frank Vandenbroucke (1955-)                         | sp.a / Vooruit   | 1er octobre 2020 – (4 ans, 5 mois et 14 jours)                  | Vice-Premier ministre, ministre des Affaires sociales et de la Santé publique, chargé de la Lutte contre la pauvreté | | Philippe (2013- )                                                             |